# LGBT práva v Brazílii

Duhová mapa Brazílie

Neoficiální duhová vlajka Brazílie

Lesby, gayové, bisexuálové a transgender (LGBT) mají v Brazílii po celostátním zpřístupnění institutu manželství stejnopohlavním párům v květnu 2013 stejná práva a povinnosti jako většinová populace.
Dne 5. května 2011 rozhodl Nejvyšší federální soud ve prospěch přiznání všech zákonných práv manželských párů i párům stejnopohlavním. Usnesení mělo podporu 10:0 a jeden ze soudců se zdržel hlasování z důvodu své dřívější veřejné podpory stejnopohlavním svazkům, kdy vykonával funkci generálního prokurátora. Usnesení přiznalo homosexuálním párům žijících ve stálém partnerském svazku stejná finanční a sociální práva, jaká mají heterosexuální páry.
Následně 14. května 2013 Národní justiční shromáždění poměrem hlasů 14:1 celostátně uzákonilo stejnopohlavní manželství. Všechny matriky v zemi tím umožnily uzavírat sňatky a dřívější registrovaná partnerství bylo možno převést na institut manželství, pokud si to osoby v nich žijící přejí. Joaquim Barbosa, předseda Justiční rady a Nejvyššího federálního soudu v letech 2012-2014, v textu rozhodnutí uvedl, že notáři již nemohou odmítnout „uzavření civilního sňatku ani převedení stabilního registrovaného partnerství na manželství osob stejného pohlaví“. Rozhodnutí bylo zveřejněno 15. května a nabylo účinnosti hned následujícího dne, 16. května 2013.
Výrazná expanze práv LGBT minority je v Brazílii znát od pádu vojenské diktatury v roce 1985 a vzniku nové Ústavy Federativní republiky Brazílie v roce 1988. Podle průzkumu z roku 2009 provedeného v 10 brazilských městech je 7,8 % zdejších mužů homosexuálních a 2,6 % se identifikuje jako bisexuální, což činí celkově 10,4% menšinu v mužské populaci. K lesbické orientaci se přihlásilo 4,9 % a k bisexuální 1,4 % brazilských žen, což představuje 6,3% minoritu v ženské populaci. Celonárodní statistiky nejsou.
Podle Guinnessovy knihy rekordů je pochod hrdosti São Paulo Gay Pride celosvětově největší festival LGBT hrdosti, se 4 miliony účastníky v roce 2009. Podle sčítání lidu z roku 2010, provedeného Brazilským úřadem pro geografii a statistiku, žilo v zemi celkem 60 002 stejnopohlavních párů ve společné domácnosti. V Brazílii coby největším státě Jižní Ameriky funguje 300 LGBT organizací.

## Vývoj

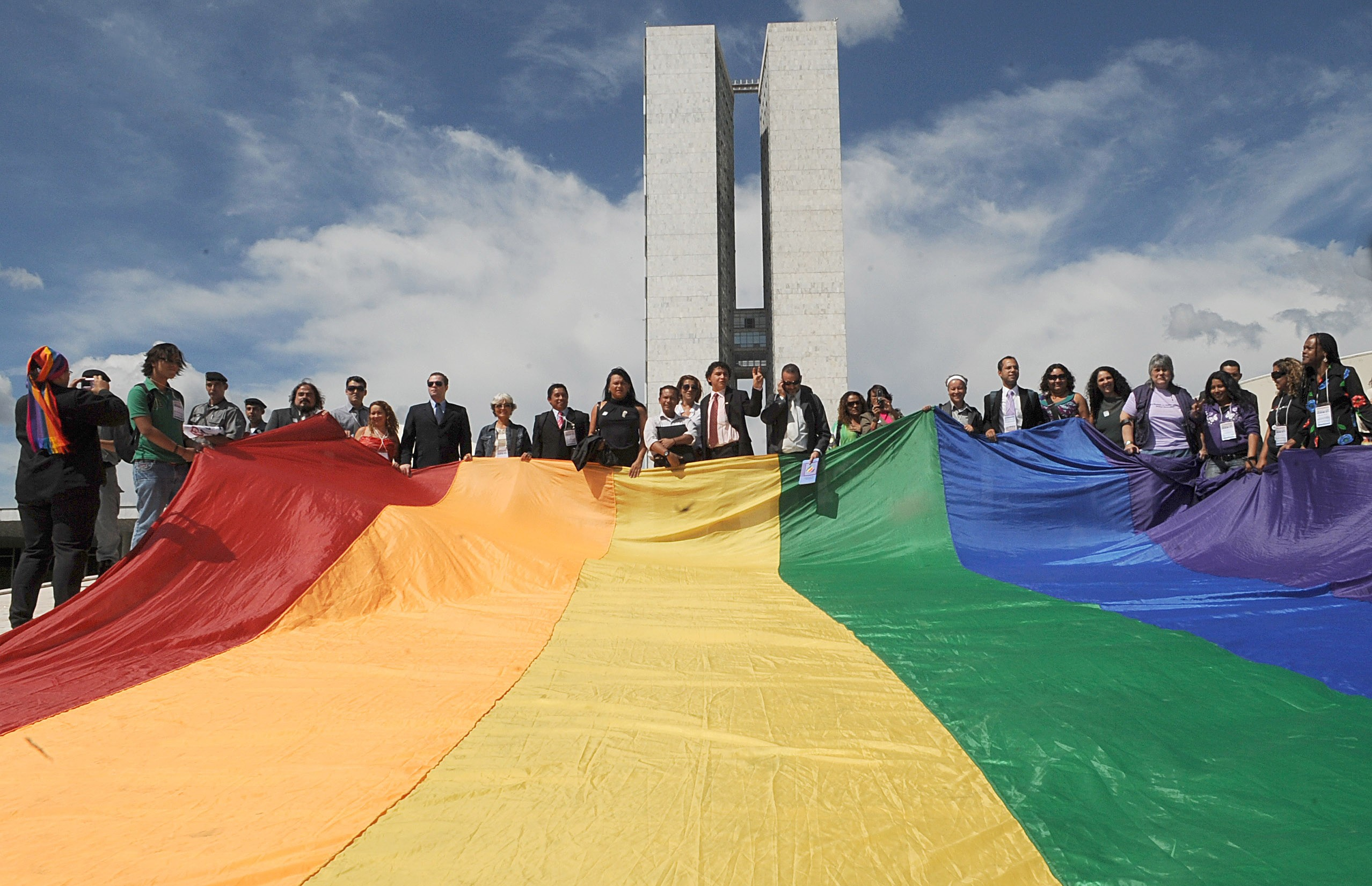
Manifestace před Národním kongresem, Brazílie

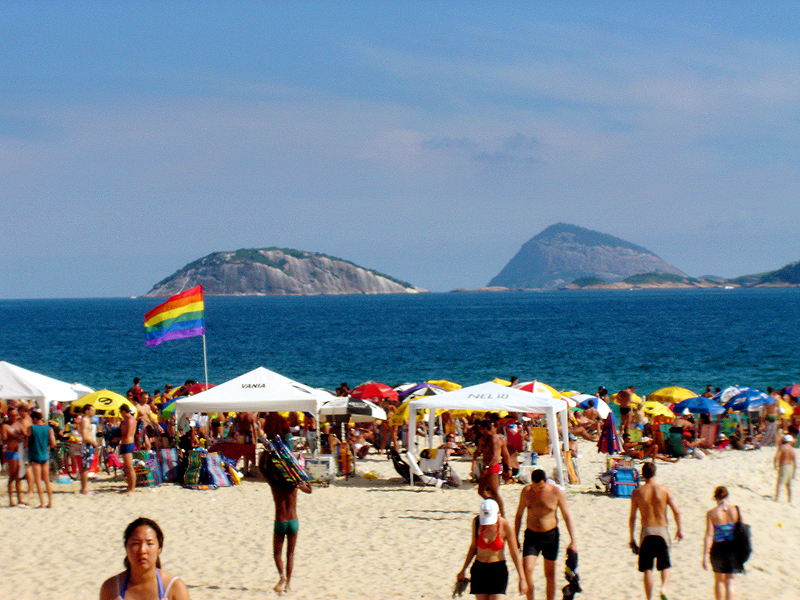
LGBT část pláže Ipanema v Riu de Janeiru

- 1830: brazilský císař Petr I. Brazilský podepsal říšský trestní zákon rušící veškerá ustanovení o sodomii.[17]
- 1879: Byl publikován první gay magazín O Lampião za přispění mnoha známých autorů, mezi nimiž byli například João Silvério Trevisan, Aguinaldo Silva nebo Luis Mott. Časopis vycházel pouze jeden rok.
- 1980: V Salvadoru byla založená Grupo Gay da Bahia, první brazilská organizace bojující za práva gayů. Vznikla i další podobná organizace SOMOS v São Paulu.
- 1989: Ve spolkových státech Mato Grosso a Sergipe byly přijaty ústavní zákony explicitně zakazující diskriminaci na základě sexuální orientace.[18][19]
- 1995: Kongresmanka Marta Suplicy navrhla zákon č. 1151 umožňující uzavírání registrovaného partnerství. Její návrh však zůstal ležet v zákonodárném sboru a ani přes opakované diskuse nikdy nedošlo k hlasování.
- 1997: Začal vycházet G Magazine, první erotický gay magazín s širokou celonárodní distribucí.
- 2004: Stát Rio Grande do Sul umožnil na základě soudního rozhodnutí z března 2004 uzavírání registrovaného partnerství v notářských úřadech.[20]
- 2006: Gay pár z města Catanduvy ve státě São Paulo si oficiálně osvojil pětiletou holčičku.[21] Podle místního tisku Folha de S. Paulo byl prvním párem, který toto právo využil, lesbický pár ve státě Rio Grande do Sul.[22]
- 10. červen 2007: Jedenáctý ročník festivalu São Paulo Gay Pride překonal svůj vlastní rekord největšího průvodu LGBT hrdosti na světě, když dosáhl 3,5milionové účasti.[23]
- 25. června 2007: V kauze gay fotbalisty Richarlysona soudce rozhodl ve prospěch týmu, který jej ze svých řád vyloučil. V rozsudku uvedl, že fotbal je „mužný, maskulinní sport, nikoli homosexuální“. Následně však týž soudce s omluvou své stanovisko přehodnotil a předchozí rozsudek zrušil.[24]
- 2008: Konala se Národní LGBT konference jako první taková vládou organizovaná událost na světě, která řešila postavení LGBT minority v brazilské společnosti a podporu jejich práv.[25]
- 2010: Důležitý mezník v LGBT historii v Brazílii. Soudci čtvrtého senátu Vrchního soudního dvora Brazílie jednomyslně přiznali homosexuálním párům plná plná adopční práva.
- 2011: 5. května Nejvyšší federální soud jednomyslně rozhodl pro rozšíření práv stávajících párů žijících v registrovaném svazku redefinicí laické definice rodiny a zpřístupnění všech 112 práv náležejících rodině těmto párům. Rozhodnutí neřešilo rozšíření institutu manželství.[26][27][28][29]
- 2011: 27. června došlo k prvnímu převedení institutu registrovaného partnerství na stejnopohlavní manželství. Jako první v Brazílii provedl transformaci soud v São Paulu, další následovaly.[30]
- 2011: Vrchní soudní dvůr 25. října rozhodl ve prospěch žádosti dvou žen o uznání jejich registrovaného partnerství za manželství. Na rozdíl od precedenční moci rozhodnutí Nejvyššího soudu Spojených států amerických se toto rozhodnutí vztahovalo jen na žadatelky, lze ho však považovat za precedens i pro ostatní budoucí podobné případy.[31]
- 2013: Národní justice rada Brazílie 4. května legalizovala stejnopohlavní manželství na federální úrovni. Rozhodnutí bylo přijato poměrem 14:1 hlasů s tím, že brazilské úřady jsou povinné na žádost stávajících registrovaných párů měnit jejich svazky na manželství.
- 2018: 1. března přiznal brazilský nejvyšší soud translidem právo na úřední změnu pohlaví bez povinné chirurgické operace, hormonální terapie a lékařské diagnostiky.
- 2018: V říjnu se po brazilských volbách stal Fabiano Contarato prvním otevřeně homosexuálním senátorem a Érica Malunguinhová první transgender poslankyní.[32]
- 2019: 1. února převzal David Miranda, černý gay poslanec, mandát po svém kolegovi Jeanu Wyllysovi, který oznámil svůj odchod z Brazílie kvůli výhrůžkám smrti. Jednalo se o první případ v zemi, kdy gay politik vystřídal jiného gay politika.[33]
- 2019: 13. června rozhodl brazilský nejvyšší soud, že homofobní a transfobní diskriminace je zločinem rovným rasismu.
- 2020: Brazilský nejvyšší soud umožnil mužům majícím sex s muži dárcovství krve bez omezení.

## Populace

Zákony ohledně homosexuality v různých zemích světa
Homosexuální pohlavní styk je legální
Sňatek osob stejného pohlaví
Registrované partnerství (nebo neregistrované soužití)
Uznává se homosexuální sňatek uzavřený v zahraničí
Páry stejného pohlaví nemají právní status
Homosexuální pohlavní styk je protiprávní
Omezená svoboda projevu a shromažďování
De jure trestný, ale zákon se de facto nevynucuje
Přísné tresty
Hrozí doživotí
Hrozí trest smrti

V r. 2010 podle průzkumu provedeného Univerzitou v Riu de Janeiru a Univerzitou v Campinas provedeného na osobách starších 18 let 95 % mladých Brazilců objevilo svojí odlišnou sexuální orientaci v době, kdy jim bylo přibližně 16 let. Což je výrazný rozdíl oproti mladé generaci z 80. let, která obvykle procházela Coming outem až v 21 letech. Předsudky vůči sexuálním menšinám podle statistického šetření organizace Ibope klesají. Momentálně 60 % Brazilců považuje homosexualitu za sexuální orientaci, která je v naprostém souladu se zákony přírody.
V r. 2009 podle statistického šetření konaného pod záštitou Univerzity v Sãu Paulu v 10 hlavních městech brazilských států se 7,8 % Brazilců hlásí k homosexuální orientaci, zatímco 2,6 % k bisexuální, což ve výsledku znamená, že 10,4 % Brazilců je jinak sexuálně orientovaných. Lesby tvoří 4,9 % Brazilek a bisexuální ženy 1,4, což ve výsledku znamená, že celkem 6,3 % Brazilek je jinak sexuálně orientovaných.
Co se týče mužské populace metropole Rio de Janeiro, tak v té žije 19,3 % gayů a bisexuálních mužů. Ve městě Manaus žije 10,2 % leseb a bisexuálních žen.

### Podíl na populaci
Podle měst:
| Pořadí | Město          | Podíl z městské populace | LGB populace (pořadí) |
| ------ | -------------- | ------------------------ | --------------------- |
| 1      | Rio de Janeiro | 14,30 %                  | 1                     |
| 2      | Fortaleza      | 8,35 %                   | 3                     |
| 3      | Manaus         | 8,35 %                   | 4                     |
| 4      | São Paulo      | 8,20 %                   | 2                     |
| 5      | Salvador       | 8,05 %                   | 5                     |
| 6      | Brasília       | 7,95 %                   | 6                     |
| 7      | Belo Horizonte | 6,85 %                   | 7                     |
| 8      | Curitiba       | 6,55 %                   | 8                     |
| 9      | Porto Alegre   | 5,95 %                   | 9                     |
| 10     | Cuiabá         | 5,65 %                   | 10                    |

## Právní postavení LGBT menšiny v zemi

### Právní ochrana

Většina Brazilců považuje homosexualitu za společensky akceptovatelnou. Měla by být homosexualita akceptována společností? Procento respondentů odpovídajících ANO:

Státům Brazílie je zakázáno přijímat diskriminační zákony podle ústavního práva země. Tento fakt se podílel na přijetí zákonů umožňujících adopci homosexuálů, registrovaného partnerství, změny pohlaví atd. za stávajícího přijímání anti-diskriminační legislativy s odvoláním se na Ústavu Federativní republiky Brazílie, ústavní zákony jednotlivých států a městské vyhlášky.
Tradiční obraz machistiské kultury Latinské Ameriky, s níž je spjatá homofobie, se momentálně mění s poukazem na individuální práva, vč. práva na sebeurčení v oblasti sexuální orientace chráněného zdejšími zákony. Brazílie, největší jihoamerická země, přijala liberální Ústavu v r. 1988 a nadále pokračuje v poskytování silné zákonné ochrany práv a povinností svých občanů. Krátce po svém zvolení v prezidentských volbách Luiz Inácio Lula da Silva, dnes bývalý prezident Brazílie, oficiálně vydal přísný zákaz diskriminování jedinců z důvodu jejich sexuální orientace. Od r. 2003 je veškerá diskriminace na základě sexuální orientace zapovězená v 73 okresech. Zákony byly přijaté do právního pořádku států Alagoas, Amapá, Bahia, Ceará, Espírito Santo, Goiás,Mato Grosso, Mato Grosso do Sul, Maranhão, Minas Gerais, Pará, Paraíba, Paraná, Pernambuco, Piauí, Rio de Janeiro, Rio Grande do Norte, Rio Grande do Sul, Santa Catarina, São Paulo, Sergipe a Tocantins (stát). Dále bylo vydáno guvernérské nařízení, na základě něhož lze uložit vysokou pokutu ekonomické diskriminace gayů, leseb, bisexuálů a transsexuálů. Zákon očištěný o všechny právní kličky z minulých dob zní takto:
„Jakákoliv agresivita nebo diskriminace mířena proti homosexuálním, bisexuálním nebo transsexuálním občanům je trestným činem“ Tresty za ní jsou kumulativní: Za první spáchání trestného činu se ukládá úřední varování s tím, že další trestná činnost bude pokutována. Pokuty se pohybují v rozmezí od 300-1000 brazilských realů, což je značně vysoká částka na brazilské poměry. V případech další recidivy může být pachateli uložen trest trvalé propadnutí věci. Zákon vstoupil v účinnost okamžitě. Největšímu nadšení se mu dostalo za strany LGBT aktivistů ve státě Santa Catarina („Horray!“, nesl nadpis hlavního titulu místních novin Glssite komentující tento zákon), na němž se dlouhá léta pracovalo. První brazilský stát, který přijal takové zákony v r. 1997, a který tím vzbudil značnou kontroverzi, byl Bahia v severovýchodní Brazílii, domově Luize Motta, hlavu největší a nejznámější skupiny gay aktivistů v Brazílii.
30. listopadu 2000 okresní zastupitelstvo města Niterói, ve státě Rio de Janeiro, vydalo vyhlášku zakazující diskriminaci na základě sexuální orientace ve všech aspektech veřejného života, vč. obchodně-právních vztahů. Mnoho brazilských měst a států má anti-diskriminační legislativu explicitně zmiňující se o sexuální orientaci. Některé z nichf ukládají totiž specifické sankce a tresty za jejich porušení. Navržená vyhláška stále čeká na vyjádření starosty města Niterói, který ji musí před publikací podepsat. IGLHRC a Cidania Gay, místní LGBT organizace, mu proto posílají dopisy a petice žádající jej i zastupitele o podporu.
Od r. 2007 leží v Senátu návrh federálního anti-diskriminačního zákona čekající na schválení. Ústava Federativní republiky Brazílie se přímo ohledně svého postoje k diskriminaci jiných sexuálních orientací nezmiňuje, ale má přímou zmínku o diskriminaci ohrožených skupin, mezi něž lze sexuální menšiny snáze zařadit. Tento fakt je stále vodou na mlýn odpůrců anti-diskriminační legislativy, kteří tvrdí, že žádné specifické zákony nejsou potřebné. Zastánci těchto zákonů nicméně argumentují, že bez přímého označení, lze trestné činy proti sexuálním menšinám snadno marginalizovat. Někteří konzervativní katoličtí a protestantští senátoři argumentují, že zákony mohou být zneužívány k potlačování náboženské svobody garantované Ústavou. Senátorka Fátima Cleide, (Strana práce, Rondônia) řekla, že zákon by měl být přijat, protože v Brazílii každé dva dny přibývá počtů vražd homosexuálů. Bývalý evangelický pastor a senátor Marcelo Crivella (Brazilskou republikánká strana, Rio de Janeiro) kritizoval ustanovení, že homosexuálům se dostane stejné ochrany jakou mají ženy, senioři a děti.
V roce 2017 avšak brazilský federální soudce Waldemar de Carvalho rozhodl, navzdory 20 let platnému zákazu užívání terapie k potlačení homosexuality, že je možné léčiti homosexualitu jako nemoc.

### Služba v armádě

Zákony ohledně služby LGB minority v armádě podle zemí:
LGB mohou otevřeně sloužit v armádě
LGB nesmějí otevřeně sloužit v armádě
Neznámo

Neexistují žádné zákony, které by zakazovaly osobám jiné sexuální orientace působit v Brazilských ozbrojených silách. Sexuální orientace není překážkou ke vstupu do řad policie nebo vojska. Veškeré sexuální aktivity mezi členy ozbrojených složek a policie jsou zakázány bez ohledu na to, zda jsou heterosexuální či homosexuální.
Ústava Federativní republiky Brazílie zakazuje veškerou diskriminaci v zemi. Při působení v brazilských ozbrojených složkách je zakázána dezerce, sexuální aktivita a kongenérství, jak heterosexuální, tak i homosexuální. Armáda svojí nezaujatost vůči sexuálním menšinám garantuje tím, že se pouze o zajištění disciplíny, a že se toto pravidlo týká i osob různého pohlaví.
| „ | V r. 2008 během pohřešování gay vojáka, ministr obrany prohlásil, že seržant bude vyslýchán ohledně domnělé dezerce bez ohledu na jeho sexuální orientaci. Dva vojáci, že spolu udržovali stálý vztah po 10 letech působení v brazilské armádě. V r. 2012 armáda vydala oficiální vyhlášení, že nediskriminuje osoby jiné sexuální orientace. | “ |

Nejsou dostupné žádné informace o tom, zda jsou stejnopohlavní svazky ve vojenském personálu oficiálně uznávány, navzdory faktu že federální vládní zaměstnanci jsou nositeli jistých benefitů pro své stejnopohlavní manžely. Teprve až po rozhodnutí Nejvyššího federálního tribunálu ministr obrany Nelson Jobim oficiálně prohlásil, že veškeré manželské výhody plynoucí z činnosti ve obranné sféře náleží i stejnopohlavním párům vojenského personálu.
Podle statistiky spuštěné Institutem aplikovaného ekonomického výzkumu (IPEA) v r. 2012 63,7 % Brazilců podporuje přístup LGBT minority do ozbrojených složek a v jejich působení tam nevidí žádný problém.
Členové Brazilských ozbrojených sil mohou uzavřít sňatek s osobou stejného pohlaví, a mít z toho pak následně benefity.

### LGBT imigrace

#### Do Brazílie

Rovné postavení LGBT minority v imigrační plitice ve světě
Stejnopohlavní páry jsou uznávány v imigračních zákonech
Unknown/Neznámo/Nejednoznačné nebo ilegální

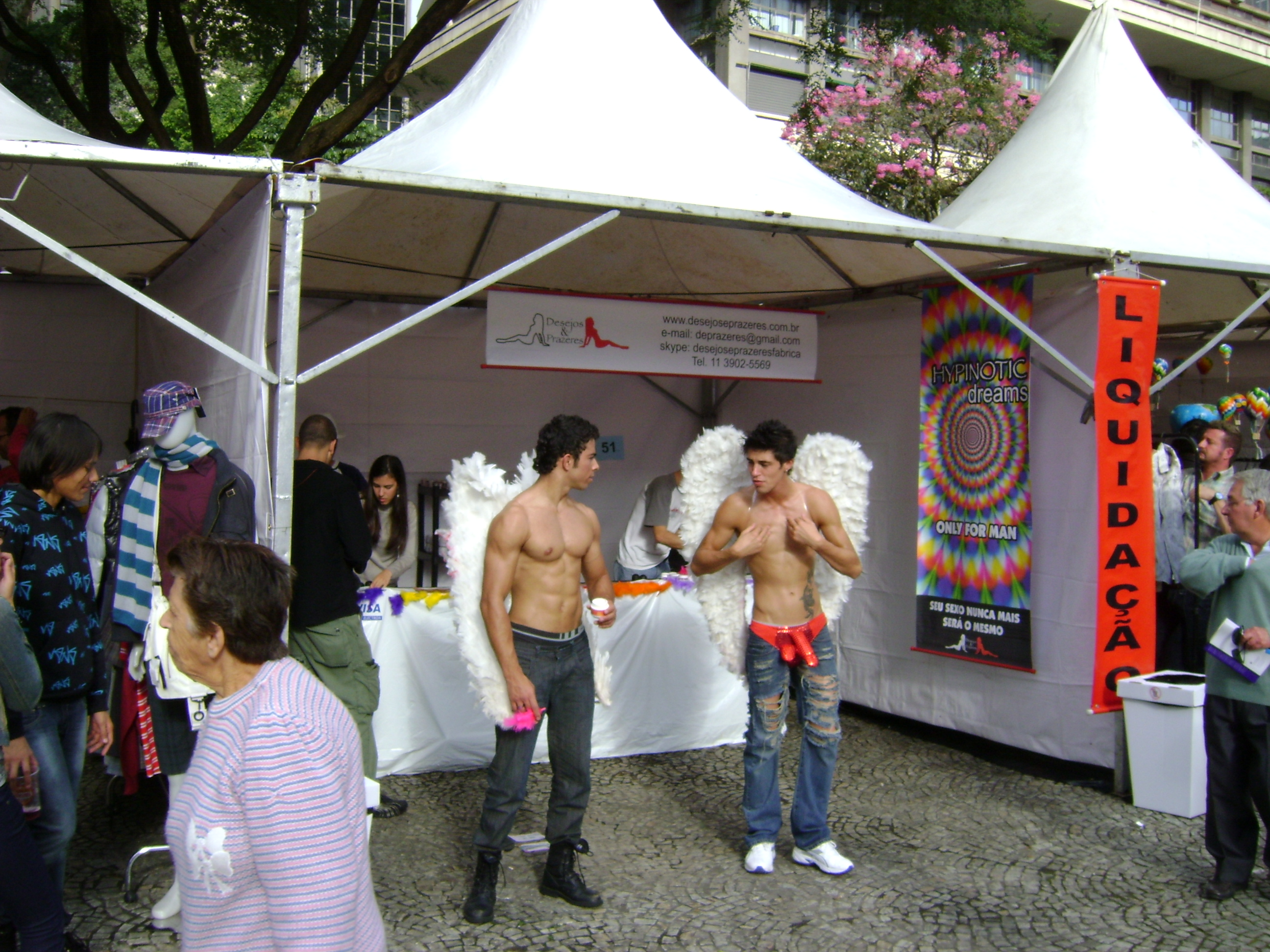
Homosexuální pár, během brazilského kulturního veletrhu

Na základě rozsudku soudkyně Any Caroliny Morozoski v pátém soudním stání v Curitibě, státu Paraná, získal stejnopohlavní svazek brazilského gay aktivisty Toniho Reise s Britem Davidem Ianem Harradem právní uznání, včetně přidělení trvalého bydliště britskému partnerovi Harradovi v Brazílii. O týden později, Národní imigrační úřad vydal Usnesení č. 3/2003, které z rozhodovacích kritérii ohledně přidělení či nepřidělení víza či trvalého pobytu vymazalo veškerá ustanovení o pohlaví partnera.
Ve městě Floriánopolis soudkyně Marjôrie Cristina Freiberger Ribeiro da Silva při prvním soudním stání svým rozsudkem zakázala vyhoštění italské občanky žijící deset let ve stálém partnerském vztahu s lesbickou Brazilkou. Soudkyně svůj výrok odůvodnila tím, že je přesvědčená o tom, že by homosexuální svazky měly mít stejná práva a povinnosti jako heterosexuální.
Brazílie je první zemí v Latinské Americe, která přiznala stejnopohlavním párům imigrační benefity. Další zemí Jižní Ameriky, která následovala brazilský model uznávání stejnopohlavního soužití, vč. imigračních práv, se stala v r. 2009 Kolumbie.
Nicméně brazilská vláda byla v oblasti řešení této problematiky velice pomalá. Tudíž mnoho homosexuálních párů, které se přestěhovaly do Brazílie kvůli výhodám této nové politiky bylo nakonec ponecháno na milost a nemilost zdejším úřadům kvůli nejasnému postoji vlády a její laxi k rozhodnutí v této oblasti. V únoru 2004 v rámci společné schůze na brazilském velvyslanectví v New Yorku organizací Imigration Equality a Brazilian Rainbow Group byla položená otázka konzulům ohledně vyjasnění jejich postoje k nové imigrační politice. Navzdory existujícímu právnímu vakuu obdržela Brazilian Rainbow Group kopie Usnesení č. 3 spolu s nařízením regulujícím zacházení se stejnopohlavními páry, z nichž jeden partner má brazilské občanství.
| „ | Byli jsme nadšeni tím, že se konečně vyjasnil postoj Brazílie ohledně jejího přístupu ke stejnopohlavním párům zvažujícím imigraci do Brazílie," řekl Eryck Duran, výkonný ředitel Rainbow Group, a dále dodal: "Jsme hrdí na to, že se Brazílie odhodlala k boji proti diskriminaci gayů, včetně její vlády uznávající, že stejnopohlavní partneři nebo manželé Brazilců mají ústavou garantované právo na rovné zacházení v oblastech imigrace." | “ |

#### V rámci Brazílie
Historicky migrace homosexuálů z venkovských oblastí země do velkoměst měla stejnou příčinu jako u ostatních, včetně ekonomických rozdílů mezi městy a venkovem. Dalšími faktory podepisujícími se na této urbanizaci byla vidina stoupajícího liberalismu a svobody ve velkoměstech, vč. možností života na plno. Velkoměsta jako jsou São Paulo, Rio de Janeiro, Salvador, Brasília, Belo Horizonte, Recife, Porto Alegre, Curitiba a další mají ročně vysoký přírůstek obyvatel.

### Adopční práva

Právo na adopce dětí stejnopohlavními páry ve světě
Zákon povoluje společnou adopci i adopci dítěte partnera
Zákon povoluje adopci dítěte partnera
Situace neznámá nebo nejednoznačná

Adopce dětí homosexuálními páry byla a i je v Brazílii běžným standardem, neboť jí brazilské zákony výslovně nezakazují, a z důvodu jejich kompatibility s ústavním pořádkem země ani nemohou. Z tohoto důvodu několik soudců rozhodovalo ve prospěch žádosti o osvojení dětí stejnopohlavními páry.
V r. 2010 došlo k výraznému posunu v této oblasti, když Vrchní soud pro oblast justice při čtvrtém soudním stání jednoznačně rozhodl ve prospěch přiznání plných adopčních práv pro homosexuální páry. Soudní senát, skládající se ze dvou soudců, tehdy projednával kauzu dvou žen, kterým už bylo toto právo potvrzeno Federálním soudem pro Rio Grande do Sul, na což reagovalo státní zastupitelstvo kasační stížností. Soud kasační stížnost zamítl s odůvodněním, že v takových případech se musí respektovat právo zájmu dítěte. „Tento soudní proces lze považovat za historický mezník, neboť vyšel vstříc lidské důstojnosti, důstojnosti menšin a dvou žen,“ takto jej okomentoval reportér Luis Felipe Solomon. „Můžeme s jistotou prohlásit, že toto rozhodnutí je precedentem pro podobné případy, kdy se vždy musí brát ohled na nejlepší zájem dítěte, jímž je dostat se do vhodné adopční rodiny,“ takto se k případu vyjádřil ministr João Otávio de Noronha. V rámci soudního rozhodnutí bylo dále vydáno doporučení, že by se homosexuální páry už nadále v rámci prevence vzniku právních nejasností nepokoušely k dětem dostávat za pomocí individuální adopce, což bylo předtím časté.
| „ | Podle vyjádření advokáta Adriana Galvão, právního poradce z Advokátní komory Brazílie a části studijní skupiny institutu sexuální diverzity, veřejných manifestací a sociálního začleňování: "Toto je nová analogie. Vrchní soud shledal, že je třeba bourat stigmata a předsudky a zasazovat se za otevřenější náhled na rovné zacházení ve společnosti garantováním stejných práv a povinností všem lidem bez rozdílu." | “ |

V r. 2010 ministr Marco Aurélio Mello Nejvyššího federálního tribunálu Nejvyššího federálního soudu, rozhodl ve prospěch adopce dítěte nadnárodním stejnopohlavním párem složeném z občana Velké Británie a Brazílie ve státě Paraná bez ohledu na věk a pohlaví dítěte. Rozhodnutí Nejvyššího federálního soudu tímto otevřelo cestu i ostatním stejnopohlavním párům k adopci dětí.

### Registrované partnerství a stejnopohlavní manželství

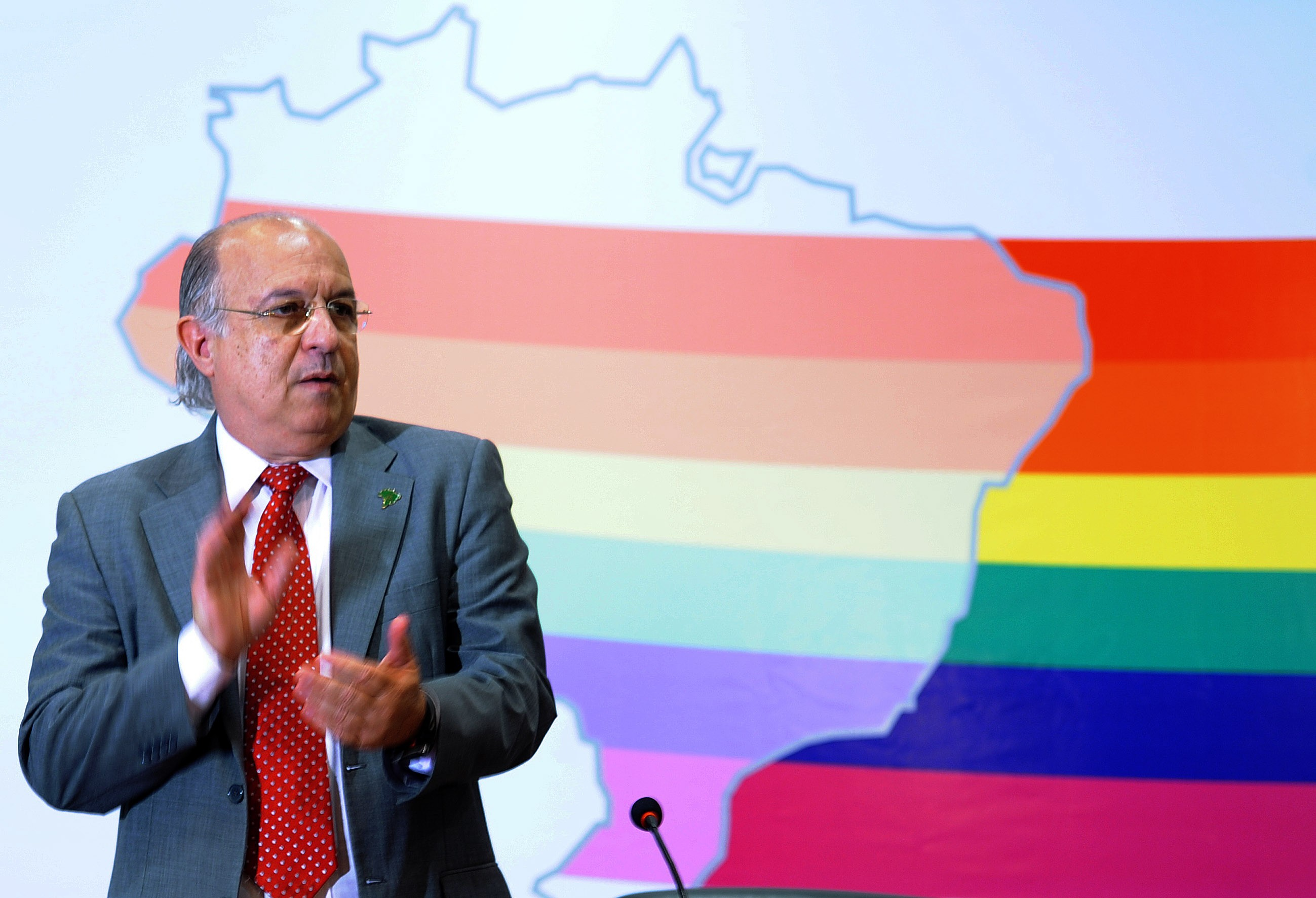
Paulo Vannuchi, ministr Zláštního sekretariátu pro lidská práva, podporující LGBT práva v březnu 2009

14. května 2013 hlasovala Národní rada pro justici (National Justice Council) pro plošnou legalizaci stejnopohlavní manželství. Pro bylo 14 členů, proti 1. Počínaje účinností tohoto rozhodnutí si všichni registrovaní partneři mohou na žádost měnit svůj status na manželství.
Joaquim Barbosa, předseda Národní rady pro justici a nejvyššího soudu pro ústavněprávní věci Federativní republiky Brazílie - Nejvyšší federální soud - vydal nařízení, jímž zakázal notářům odmítat měnit stávající instituty registrovaného partnerství párů stejného pohlaví na manželství.
16. prosince 2003 oznámila Brazílie, že začne uznávat zahraniční stejnopohlavní svazky pro účely získávání trvalého pobytu. Páry, které uzavřely manželství v jiné zemi, tudíž mohou svůj oddací list aplikovat k uznání nároku na benefity v brazilských imigračních zákonech, což lze zčásti považovat i za první krok k legalizaci stejnopohlavního soužití.
Se stejnopohlavními svazky se ve zdejším právu zachází stejně jako s manželskými svazky, vč. nároku na pozůstalostní důchody při splnění zákonných podmínek. Brazílie poskytuje manželské výhody stejnopohlavním párům prostřednictvím společného právního řádu se Spojenými státy americkými.
Podle organizace Gay Group of Bahia - GGB kniha homosexuálních stabilních svazků, zavedená před lety, má ustanovení, že nerozlišuje mezi manželstvím a partnerstvím, a že Národní úřad sociálního zabezpečení tento dokument stále využívá pro potřeby sdíleného dědictví, nároků na důchod atd. Podle statistik je konkrétně v Salvadoru 30 takových případů u gayů a leseb, vč. případu úmrtí společníka ve firmě a získání nároku na pozůstalostní důchod ze strany pozůstalého manžela.
V Brazílii je počet uzavřených manželství mezi osobami téhož pohlaví hojný. 15 hlavních měst brazilských států tudíž zavedlo Registraci homosexuálních stabilních svazků. V r. 2009 jeden z notářských úřadů města São Paulo zaznamenal celkem 202 stejnopohlavních svazků na rozdíl od ostatních úřadů ve městě. Dokument stejnopohlavních stabilních svazků zahrnuje také právo páru na rovné zacházení v právních oblastech -společné vlastnictví majetku za trvání partnerství, jeho převoditelnosti a postavení v dědických záležitostech. Dále uznání partnera jako závislé osoby v rámci Národního úřadu sociálního zabezpečení a ve věcech pojišťovnictví. A pak i právo na transfer z bankovního účtu zemřelého nebo těžce nemocného partnera.
Svazky se de facto registrují u veřejného zástupce občanského práva notáře v celé zemi s určitými specifiky v Rio Grande do Sul, Roraimě a Piauí, ale jinak toto právo je federální a registrace je možná u všech orgánů veřejné moci, nicméně tato registrace automaticky neznamená přístup ke všem právům z ní plynoucích. Co se týče stejnopohlavního manželství, tak v jeho prospěch již hlasovalo brazilské soudnictví již v r. 2005, dokud tento rozsudek nezrušil soud vyšší instance Brazilský ústavní federální soud z iniciativy guvernéra Ria de Janeira Sérgia Cabrala Filho, který to považoval za úplné zrovnoprávnění s různopohlavními svazky.
Když mezinárodní gay vztah byl donucen opustit Chicago a odstěhovat se do Brazílie, tak zde získali automaticky možnost společného soužití. Americký občan a bývalý obyvatel Chicaga Chris Bohlandar tehdy získal právo na trvalý pobyt se svým brazilským partnerem Zemirem Magalhãesem. Pár opustil Chicago před třemi lety, než se odstěhoval do Goiânia. Brazilský soudce tehdy rozhodl ve prospěch Boohlera na získání vstupního víza, které se obvykle dává zahraničnímu manželovi brazilského občana, i přesto, že spolu žili pouze v registrovaném partnerství, jež nakonec ale soudce v Goiás uznal r. 2008. Tento rozsudek lze považovat za klíčový, neboť dokázal rovnost práva a povinností ústavním pořádkem garantovaných občanům Brazílie. Nicméně nejednalo se o první nadnárodní pár, který obdržel takové rozhodnutí. Jsou známy i další případy.

#### Práva stejnopohlavních párů
Návrh zákona byl schválen Národním kongresem v r. 1995, čímž se novelizovalo federální právo uznávající stejnopohlavní páry i přes určitou opozici, která de facto zcela pohasla po lednu 2009. Koncem 90. let se přijímalo mnoho úředních rozhodnutí hlasujících ve prospěch homosexuálních párů. Stejnopohlavní páry se nakonec obrátily na Vrchní justiční tribunál v r. 2006. Toto jim dalo určitá práva a povinnosti plynoucí z trvalého soužití.
Mnoho podpůrných úředních rozhodnutí v Brazílii od r. 1998 dávalo stejnopohlavním partnerstvím různá uznání a z něj plynoucích práv a povinnosti. Ve zdejším právním řádu není žádná zmínka o tom, jak přistupovat k trvalému soužití dvou osob, a ani o tom jak jej rozpoznávat. Ve státě Rio de Janeiro mají partneři vládních činitelů stejné benefity jako jejich manželé. Ve státě Rio Grande do Sul v jižní Brazílii soudci rozhodli ve prospěch uznávání homosexuálního partnerství. Všichni soudci a justiční činitelé se spíše shodují na rovném zacházení s partnerstvími dvou osob bez rozlišování jejich pohlaví a sexuální orientace.

#### Konverzní terapie
V září 2017 zrušil federální soud v Brasílii zákaz praktikování konverzní terapie iniciovaný v r. 1999 Federální radou psychologů na žádost psycholožky, již byla v souladu s dřívějším rozsudkem odebrána licence právě kvůli jejímu nabízení.

## Společenské postavení

### Anti-LGBT násilí

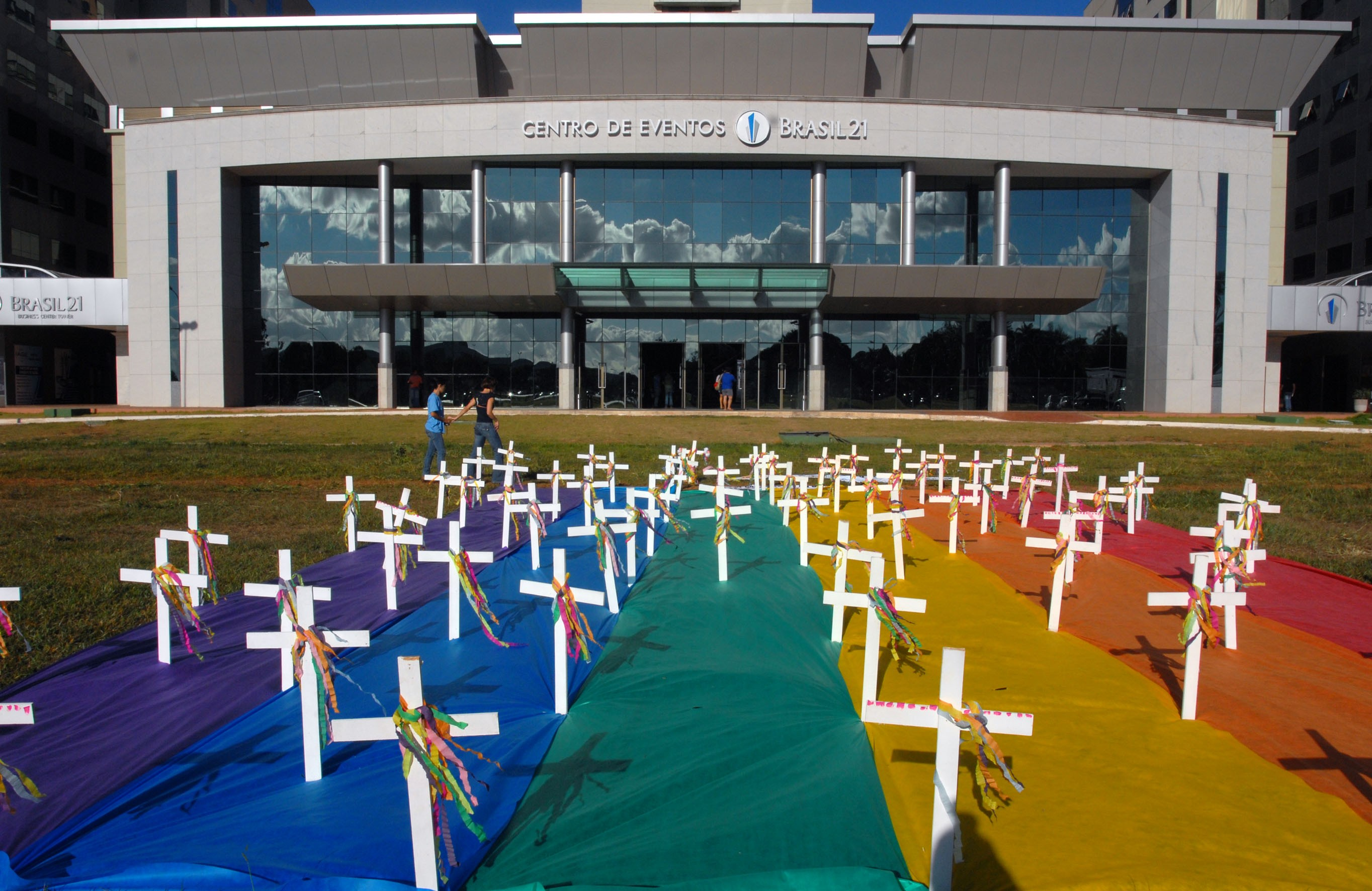
Kříže znázorňující zesnulé osoby na LGBT vlajce.

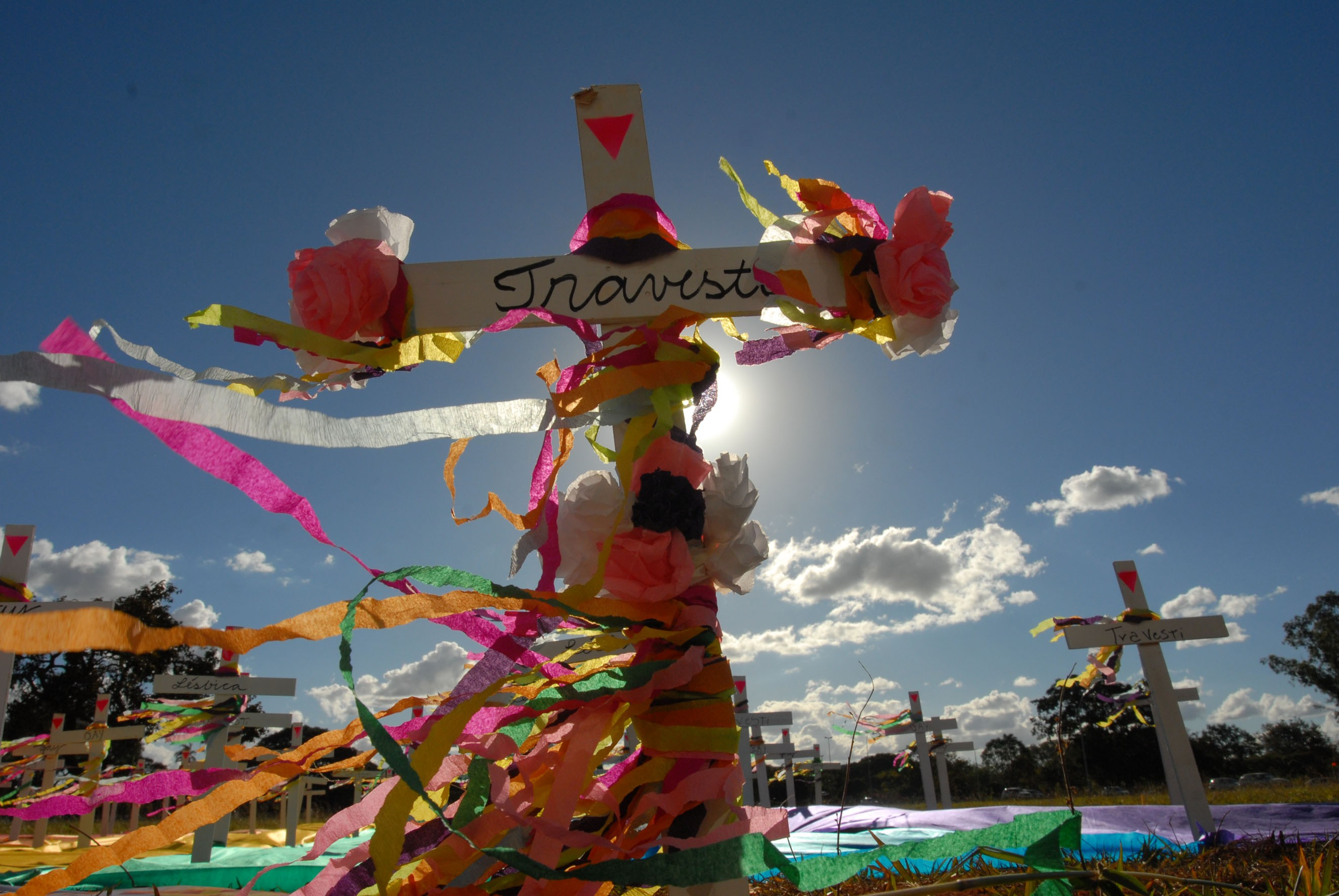
Kříž znázorňující transvestitisty.

V r. 2004 Grupo Gay da Bahia vydala seznam 159 zavražděných členů LGBT komunity v tomtéž roce. Spolu s nimi jsou tam také uvedeni lidé, kteří se v tom samém roce stali obětí násilí. U některých těchto úmrtí byla jako příčina shledána právě homofobie. Podle statistik z r. 2012 77 % Brazilců podporuje explicitní kriminalizaci homofobie.
V polovině r. 2006 spustila Brazílie prostřednictvím médií a billboardů anti-homofobní kampaň s názvem Brazílie proti homofobii. Podle zprávy rozhlasu BBC z r. 2007 brazilští aktivisté odhadují, že v letech 1980-2006 bylo v zemi zavražděno až 2 680 homosexuálních osob převážně z motivu jejich odlišné sexuální orientace.
Brazílie je všeobecně považovaná ze jednu ze zemí s největším počet vražd homosexuálů. Na základě zprávy „Epidemic of Hate“ publikované v r. 1996 Mezinárodní gay a lesbickou komisí pro lidská práva bylo v Brazílii za poslední desetiletí zavražděno minimálně 1 200 gayů, leseb a transsexuálů. Grupo Gay da Bahia (GGB), největší a nejaktivnější brazilská LGBT organizace, tvrdí, že v Brazílii je každý druhý den zavražděn jeden gay, lesba nebo transvestitia z homofobní pohnutky, což v přepočtu činí 130 vražd za rok. Podle statistik GGB jsou pouze 2 % těchto zločinů spáchána na lesbických ženách, přičemž ale organizace „Láska bez hranic“ toto číslo považuje za podhodnocené ze dvou klíčových důvodů. Tím prvním je, že podstatná část útoků není vůbec zaznamenána. Dokonce i ve Spojených státech je známo, že mnoho homofobních útoků není zahrnuté do policejních dokumentů, a tudíž ani zveřejněno.
Velmi podstatnou roli v tomto trendu také hraje to, že vysoký podíl na zločinech z nenávisti má právě policie, která se rovněž podílí i na tom, že se tyto činy nevyhodnotí jako trestné. Navíc většina násilí na homosexuálních ženách má podobu znásilnění, které je většinou ze strany úřadů vyhodnocováno jako prostý trestný čin proti svobodě v sexuální oblasti, nikoli jako zločin z nenávisti.
Jako reakce na toto byl také natočen film Sexualide e Crimes de Ódio (Sexualita a zločiny z nenávisti) režírovaný Vagnerem de Almeidou a Richardem Parkerem jako první dokument o brutalitách páchaných na homosexuálech v Brazílii. Hlavní vinu na homofobních náladách je připisována různým částem společnosti, zejména katolické církvi a radikálním evangelikům majících vysoký podíl na vzrůstající intoleranci svým neúprosným bojem proti sexuálním menšinám. Film se odehrává v Riu de Janeiru, kde zároveň ukáže značnou část nepotrestaných vražd členů LGBT komunity. Během prvních měsíců r. 2008 bylo oficiálně zaznamenáno 45 počtů zabití homosexuálů, přičemž mezi některými z těchto trestných činů hrál roli pokus o zmrzačení oběti. Mezi oběťmi byly gayové, lesby, ale i podstatná část transsexuálů
Tyto údaje jsou velmi snadno napadnutelné s tím, že ne všechny zločiny spáchané na členech LGBT komunity vždy musely mít motiv jejich odlišné sexuální orientace. Reinaldo de Azevado, pravicový fejetonista přispívající do magazínu Veja, nejčtenějšího brazilského týdeníku, výzkum organizace GGB oficiálně prohlásil za „pavědu“ založenou na výše uvedeném podtextu.
Brazilský gay blog rovněž zkoumající statistiku vražd homosexuálů uvedl v médiích, že podstatná část těchto vražd byla buď spáchána partnerem oběti, nebo oběť byla zapletená do mužské prostituce anebo se jednalo o případ odplaty za nezaplacení dluhů v drogovém gangu. Blog byl posléze kritizován GGB kvůli tomu, že nezveřejnil jména všech obětí z jejich statistiky, což by jim pak mohlo následně pomoci udělat vlastní nezávislou analýzu.

### Transgender

Zákony týkající se změny pohlaví ve světě
Změna pohlaví je přípustná
Změna pohlaví se nepřipouští
Neznámo/Postoj země není jednoznačný

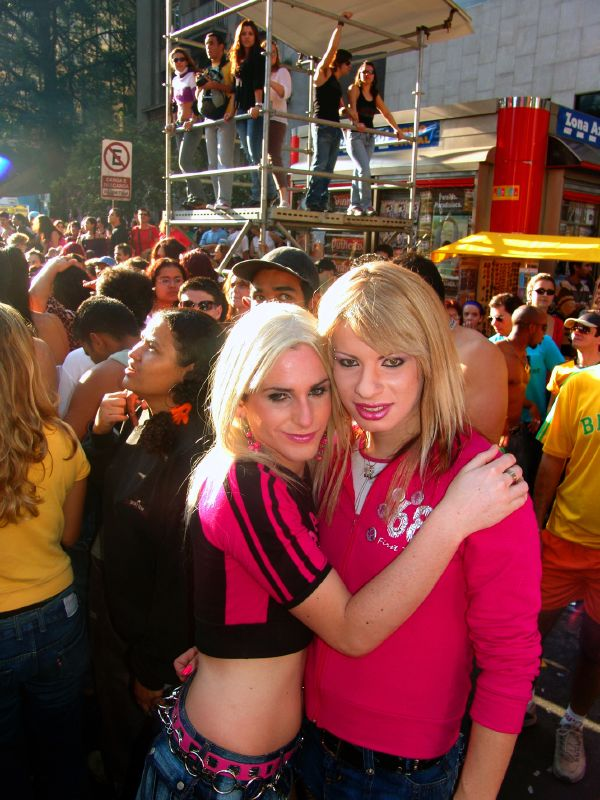
Brazilští crossdresseři.

Zatímco termín transgender je ve Spojených státech a Evropě obecně spojený se všemi osobami jednajícími v rozporu s jejich anatomickým pohlavím, vč. Ftm transsexuálů, drag queens, draq kings a intersexuálů, tak v Brazílii, tak v Brazílii se za „transgênero“ obvykle považují jedinci s úředním mužským pohlavím, co se identifikují jako ženy. Transgender se v Brazílii rozdělují do dvou kategorií: „travestis“ neboli crossdresseři a transsexuálové, ačkoliv tyto pojmy brazilská veřejnost mívá dost často tendenci zaměňovat. V přímém důsledku je správné označení transgender člověka klíčové pouze v okamžiku, kdy by se jednalo o jedince narozeného ve špatném těle, což se právě crossdresserů nemajících problém se svým anatomickým pohlavím netýká.
Trh práce je pro transgender osoby většinou nepřístupný. Velmi málo z nich dosáhne vysokoškolského vzdělání či jiné dobře kvalifikované profese. Občas jim bývávají nabízená místa zdravotníků, domácích pečovatelů, kadeřníků, gay bavičů nebo i prostitutů. V některých případech bývávají právě tyto profese coby kadeřníků, umělců v gay klubech a domácích pečovatelů kombinovány se sexuálními službami. Ve středních, severních a severovýchodních regionech Brazílie se translidé z velmi chudých poměrů občas začínávají živit prostitucí už od 12 let, a to zejména z intervence vlastní rodiny.

V jižních a jihovýchodních regionech a ve velkých městech jako jsou São Paulo a Rio de Janeiro je zcela normálních fenoménem vídat 16-17leté osoby pracující na ulici. Ačkoliv jsou často házeni do jednoho pytle ve spojitosti s problematikou LGBT práv, tak transgender mají v gay a lesbickém světě velmi málo prostoru. I tak ale existuje valná část asociací pro transgender osoby v několika brazilských státech a metropolích. Například třeba v Rio de Janeiru běží osvětový program sociální integrace translidí do společnosti, včetně jejich uplatnitelnosti na trhu práce.
Brazilské zdravotnictví umožňuje postupovat chirurgickou změnu pohlaví hrazenou z veřejného zdravotního pojištění. Federální kurátoři ze státu Rio Grande do Sul toto obhajují odvoláním se na ústavní právo garantující brazilským občanům bezplatnou lékařskou péči. V r. 2007 Čtvrtý regionální federální soud rozhodl takto: „Z hlediska biomedicíny lze transsexualitu považovat za poruchu pohlavní identity mající za následek nutnost změny pohlaví takto postiženého jedince pro zlepšení jeho kvality života a s ním související integrací do společnosti.“
Ministr zdravotnictví rozhodl, že je nezbytné aby byla sepsána kritéria na základě nichž bude zdravotní personál diagnostikovat transsexualitu a s ní související lékařské výkony hrazené ze systému veřejného zdravotního pojištění. „Pacient musí být minimálně 21 let starý a spolu s diagnostikovanou transsexualitou u něj nesmí být známy příznaky žádné duševní ani osobnostní poruchy, což se prokazuje další dva roky, kdy před zahájením procesu změny pacient podstupuje psychologické testy,“ rozhodl ministr. Gay aktivisté tento krok označili za pozitivní.
Momentálně není zaznamenán žádný odpor vůči těmto postupům. Brazilský systém veřejného zdravotního pojištění zajišťuje všem Brazilcům bezplatný přístup k lékařským výkonům, vč. léčby AIDS. Nicméně vysoká kapacita pacientů a špatně vybavená zařízení často nutí pacienty hradit si svojí léčbu z vlastních zdrojů v soukromých nemocnicích a klinikách. Ministr zdravotnictví řekl, že počínaje rokem 2000 proběhlo v Brazílii zkusmo 250 operativních změn pohlaví ve třech fakultních nemocnicích.

### Soudní rozhodnutí (březen 2018)
1. března 2018 byly vydány dva průlomové rozsudky týkající se práv translidí. Prvním bylo rozhodnutí volebního soudu, podle něhož má transčlověk právo kandidovat pod jím preferovaným jménem. Aktivisté za práva řekli, že tohoto práva bude využito během říjnových parlamentních voleb. Druhým bylo rozhodnutí brazilského nejvyššího soudu, který se jedno jednomyslně usnesl, že translidé mají právo procházet úřední změnou pohlaví bez vyžadované sterilizace a hormonální léčby. Transčlověk má podle soudu právo změnit si své úřední pohlaví na vlastní žádost, aniž by s tím musel souhlasit soud, případně lékařská komise.

## Politika

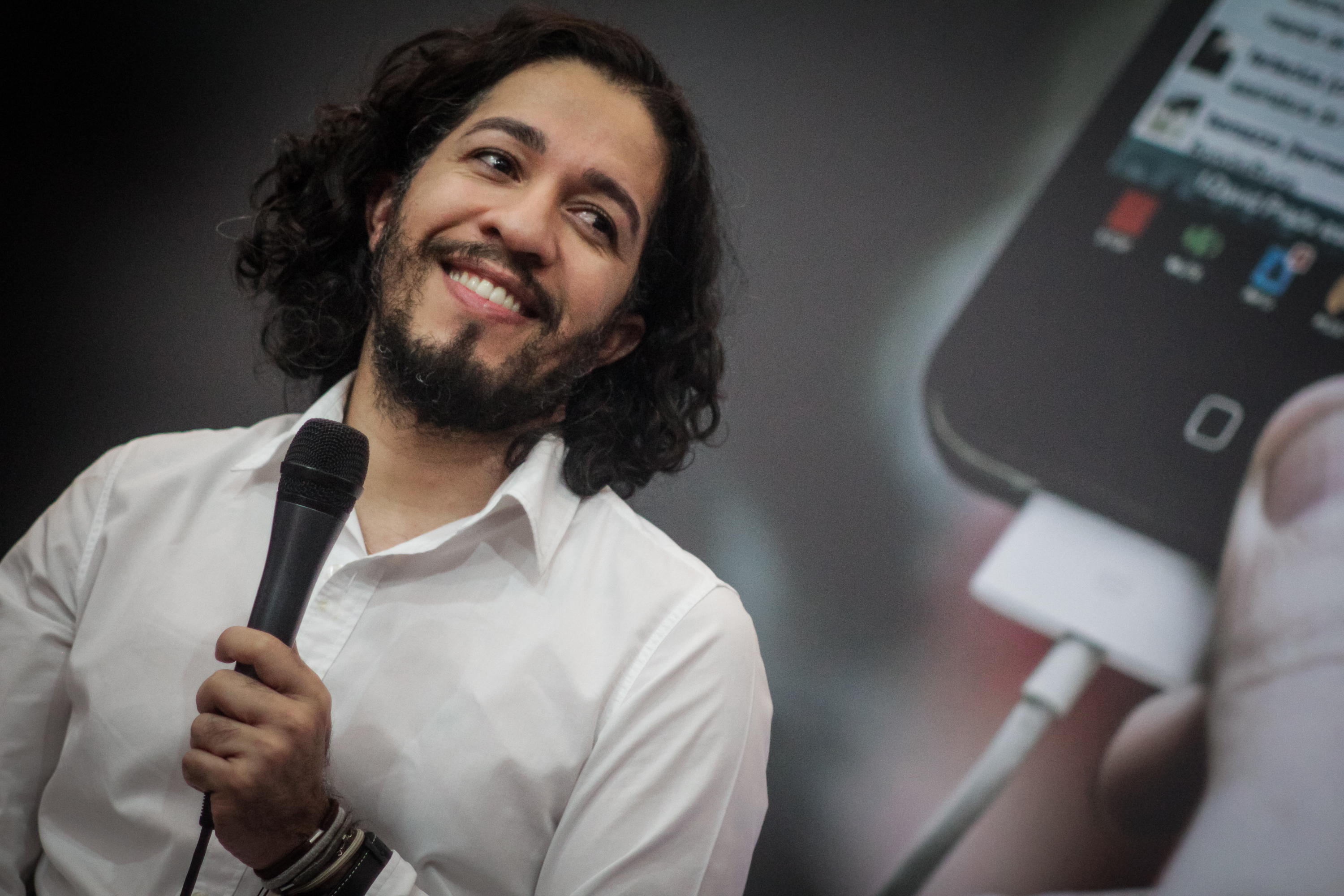
Jean Wyllys, otevřeně homosexuální kongresman a zároveň hlavní obhájce práv LGBT v Brazílii

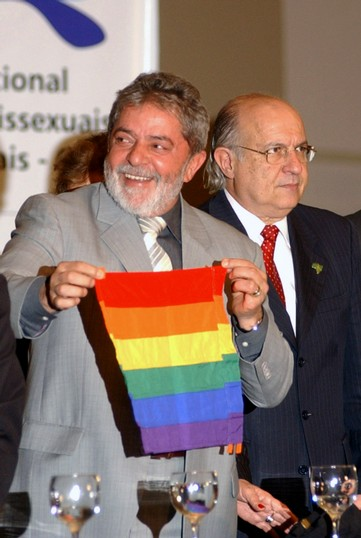
Bývalý prezident Lula s LGBT vlajkou.

Jedním z kandidátů do zastupitelstva města Salvador, třetího největšího v Brazílii, který následně s největším počtem hlasů získal mandát, byla crossdresser tanečnice Leo Kret. Po převzetí úřadu oficiálně vyjádřila svůj odpor ke striktním genderovým normám, které ji předepisovaly nosit ženské oblečení a použít dámské toalety.
Leo Kret jako kandidátka za Brazilskou republikánskou stranu (PR-BA) získala v zastupitelských volbách r. 2008 celkem 12 861 hlasů. Hned následující den po volbách vydala oficiální prohlášení ohledně své intervence v ochraně LGBT práv. Jeden čas také přemýšlela o kandidatuře na prezidetku.
Dalším známým LGBT politikem je Moacyr Sélia za Brazilskou republikánskou stranu (PR-ES), crossdresser kadeřnice, znovuzvolená zastupitelka severního okresu Nova Venécia v rámci státu Espírito Santo. Při dvou příležitostech působila rovněž také jako prezidentka parlamentní komory.
Mezi nejvíce LGBT podporující strany patří Dělnická strana, Socialisticko-liberální strana a Sociálně-dělnická unie. Nejvlivnějšími průkopníky LGBT práv na politické scéně jsou Marta Suplicy, José Genoino a Fátima Cleide, všichni tři se angažují v Dělnické straně. V rámci prezidentských voleb r. 2010 všech pět kandidátů vyjadřovalo otevřeně svojí podporu registrovaným partnerstvím, vč. zvolené a současné prezidentky Brazílie Dilmy Rousseffové.
V r. 2010 190 politických kandidátů podepsalo deklaraci Associação Brasileira de Gays, Lésbicas, Bissexuais, Travestis e Transexuais (Brazilské asociace gayů, leseb, bisexuálů a transsexuálů) - ABGLT „Prohlášení k závazkům“. Mezi nimi byl 1 guvernér, 1 senátor, 17 kongresmanů a 25 státních reprezentantů.
Po oblasti soudnictví je LGBT Brazilcům garantovaná rozsáhlá ochrana jejich práv i ze strany výkonné moci, a to v oblasti sociálního zabezpečení a dalších benefitů přístupných heterosexuálním párům, ustavení LGBT rady na federální úrovni,, možnost návštěv stejnopohlavních partnerů vykonávajících trest odnětí svobody,, stejné daňové výhody jako mají heterosexuální páry, uznávání stejnopohlavního manželství nebo registrovaného partnerství v imigračních zákonech a rovné zdravotní výhody v rámci celé země. LGBT osoby jsou ve zdejších věznicích separováni od ostatních. Transsexuálové mají právo nechat se oslovovat jim bližším jménem, nikoliv křestním, a k výkonu trestu odnětí svobody jsou posíláni do ženských věznic. LGBT vězni mají rovněž právo zvolit si, zda budou nosit ženské či mužské ošacení.

### LGBT plán a konference

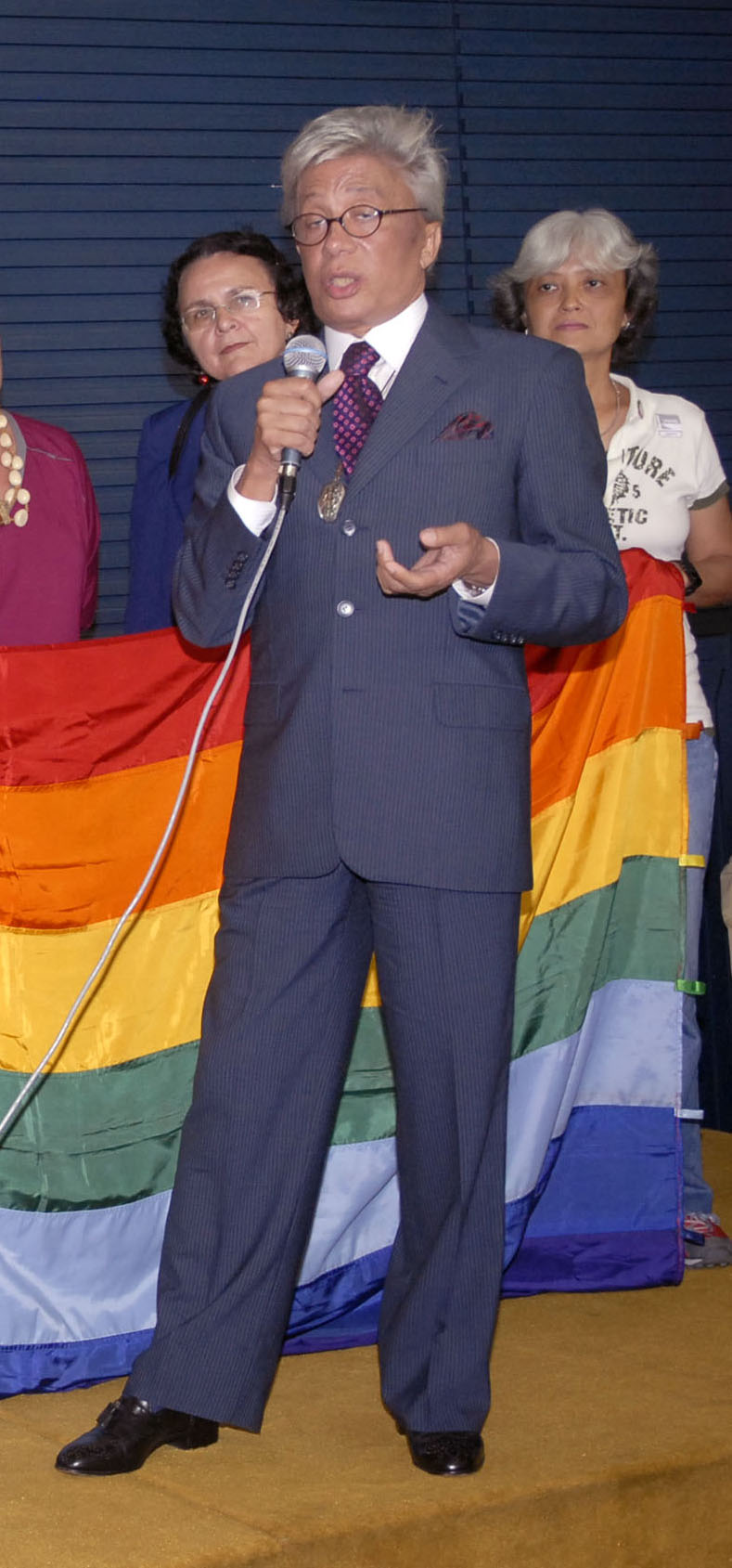
Projev Clodovila Hernandese, otevřeně homosexuálního politika, během zahájení programu občanství LGBT v březnu 2007.

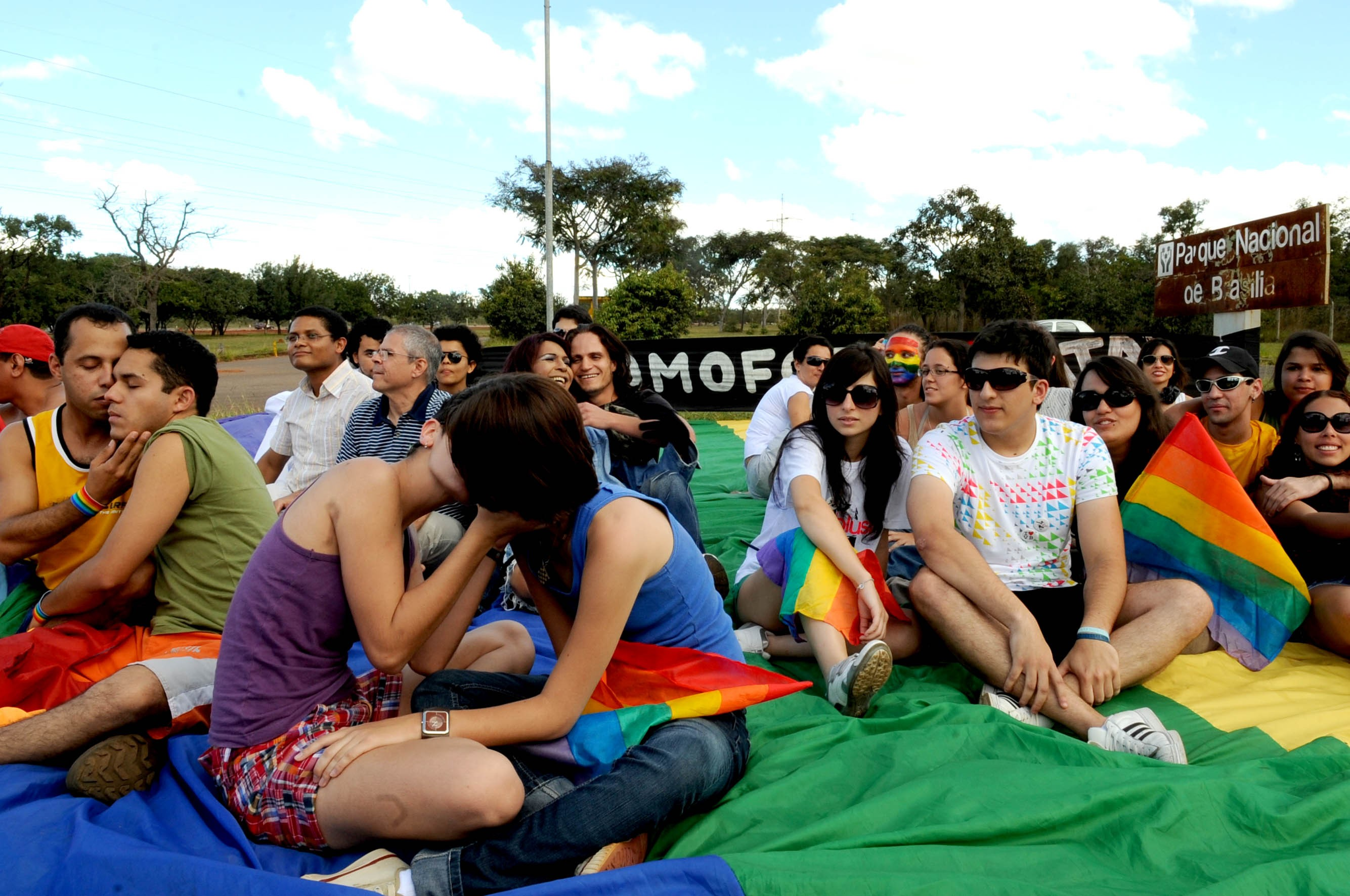
Anti-diskriminační protest během konference.

#### Plán
Brazilská federální vláda spustila v r. 2009 Národní plán podpory občanství a lidských práv LGBT menšiny („Plano Nacional de Promoção da Cidadania e Direitos Humanos de LGBT“) jako celostátní výhled do budoucna v oblasti podpory práv gayů, leseb, bisexuálů a transsexuálů.
Možná právě toto hrálo klíčovou roli v cestě k legalizaci registrovaných partnerství na federální úrovni a přijetí zákonů kriminalizujících homofobii. Plán obsahoval 51 zásad odsouhlasených na Národní LGBT konferenci. Zahrnoval:
- Legalizaci plných adopčních práv pro homosexuální páry a rovná občanská práva homosexuálních párů;
- Spuštění výchově-vzdělávacích programů ohledně sexuální diverzity ve vojenském a policejním školství;
- Přezkum zákazu homosexuálních osob darovat krev;
- Právo na okamžitou změnu jména a pohlaví bez nutnosti podat žádost v případě transsexuálních osob;
- Vyhodnocení televizních programů propagujících homofobii jako nevhodných pro děti a mládež;
- Včlenění homoparentální tematiky do učebních osnov

#### Konference
První Národní konference pro lesby, gaye, bisexuály, transvestity a transsexuály (LGBT) se konala v hlavním městě Brasília pod záštitou vlády r. 2008, a to v důsledku požadavků občanské společnosti a brazilské vlády na podporu práv LGBT menšiny. Jednalo se celosvětově o první případ, kdy se tato problematika probírala z vládní intervence. Konference proběhla pod názvem „Lidská práva a veřejná politika: cesta ke snadnému získávání občanství pro lesby, gaye, bisexuály, transvestity a transsexuály.“
Během konference se rozhodlo, že veřejné politika se stane součástí Populační politiky a Národního plánu podpory LGBT občanství a lidských práv, přičemž se rovněž vyhodnotil průběh federálního vládního programu z r. 2004 Brazílie bez homofobie boje proti násilí a diskriminaci LGBT obyvatelstva.
Konference proběhla souběžně s oslavou 60. výročí Všeobecné deklarace lidských práv jako důkaz toho, že vláda bere záležitost LGBT práv jako svojí povinnost. Marta Suplicy, ministryně turismu a dlouholetá podporovatelka LGBT práv, připomněla smysl slovy: „Konečně po dlouhé době, po tolika letech, jsme se dostali k tomu, abychom zahájili tuto nezbytnou konferenci, jež se stane významným krokem v dějinách země.“ Pro ministra justice Tarsa Genro byla LGBT konference zase výrazem demonstrace za respekt k lidské důstojnosti.
„Lidskoprávní agenda dosud stále není v této oblasti kompletní,“ dodal. Další úvodní projevy byly vyslyšeny z úst ministra speciálního úseku pro lidská práva, Paula Vannuchiho; senátorky Fátimy Cleide, hlavní podporovatelky LGBT občanství; ministra úseku rovné rasové politiky, Edsona Santa; ministra speciálního úseku pro ženskou politiku, Nilcéa Freia, a ředitelů Odboru sexuálně přenosných chorob při Ministerstvu zdravotnictví a Programu boje proti AIDS, Mariângela Simão a Eduardo Barbosa.
Konferenci rovněž podpořil i brazilský prezident Luiz Inácio Lula da Silva svým dekretem, publikovaným v Úředních federálních listech. Svojí účast na konferenci potvrdilo přibližně 700 zástupců s 60 % občanskou a 40 % vládní účastí. Průběhu přihlíželo více než 300 pozorovatelů. 16 ministrů zde spolupracovalo na sepsání základního dokumentu veřejné politiky a diskuse, které pak následně byly v průběhu tohoto procesu realizovány.
Ještě před zahájením této federální konference proběhly ve 27 brazilských státech schůze zastupitelstva pod záštitou guvernérů, pro potřeby sepsání dokumentu národní politiky, politiky jednotlivých států a zvolení zástupců pro potřeby konference. Více než 100 takových schůzí proběhlo na komunální úrovni.

## Náboženství a LGBT práva

Zákony týkající se náboženství
Státy bez státního náboženství
Státy se státním náboženstvím
Nejasné nebo bez údajů

Brazílie je sekulárním státem odloučeným od církve a bez oficiálního náboženství na rozdíl od sousední Argentiny, v níž má Římskokatolická církev status státního náboženství.
Katolická církev má sice tendenci učit o homosexuálních projevech jako o hříšných, nicméně ale určitá část modernějších biskupů se zdráhá tento postoj veřejně publikovat. Co se týče protestantských církví, tak ty jsou ve vztahu k homosexualitě vesměs totožní s katolíky, ale většina jejich představitelů si rovněž svůj názor nechává pro sebe. Liberální křesťané se naopak od zatracování homosexuality distancují.
Ačkoliv konzervativní církve nejsou k homosexualitě zrovna přívětiví, tak v zemi zažívají obrovský boom gay friendly církve jako je například Metropolitní komunitní církev, jejíž kořeny sahají do Spojených států. Kromě věřících je zde negativní postoj k homosexualitě celkem vzácný, a to zejména z důvodu sociálního nátlaku a státní politiky boje proti předsudkům a homofobii.
Evangelící se občas snaží oslovovat homosexuální osoby v rámci kampaně vedené náboženskou skupinou „Movimento pela Sexualidade Sadia“ (Hnutí za zdravou sexualitu) účastí na pochodech hrdosti a roznášením propagačních materiálů ohledně vyléčených gayích a lesbách.
Náboženství lze do jisté míry považovat za jeden z faktorů ovlivňujících brazilskou homosexuální scénu. Menší část brazilské populace se hlásí k afroamerickému náboženství Kandomble, které považuje homosexualitu za legitimní. Pro srovnání v Brazílii se podle odhadu nachází přibližně 19 000 katolických farností a v Riu de Janeiru 12 000 neformálních chrámů Kandomble. V Kandomble je mnoho kněžích i kněžek homosexuálních.
Luiz Mott, brazilský gay aktivista, s Kandomble úzce spolupracuje. Ke Kandomble mimo jiné také konvertuje mnoho známých Brazilců při hledání různých alternativ řešení svých osobních a rodinných nezdarů. Dokonce i bývalý prezident Fernando Henrique Cardoso, marxista a ateista, sympatizuje s Kandomble, i se občas zúčastňuje některých bohoslužeb. Malá část LGBT Brazilců se hlásí k různým pohanským skupinám, jako je například Wicca, kde je homosexualita rovněž akceptovaná.

### Opozice
Předními oponenty hnutí za práva LGBT v Brazílii jsou všeobecně konzervativci. Náboženství je jedním z nejhlavnějších důvodů opozice proti právům sexuálních menšin hlavní. Na regionální úrovni je odpor vůči hnutí za práva homosexuálů nejvíc znát ve venkovských oblastech.
Katoličtí a evangeličtí politici svůj odpor vůči rozvoji práv LGBT menšiny vyjadřují prostřednictvím různých návrhů novel zákonů. Patří mezi ně zejména: Návrh federálního zákona č. 2279/03 předložený Elimarem Damascenem. Jeho účelem je zákaz projevů náklonnosti mezi osobami stejného pohlaví na veřejnosti, návrh federálního zákona č. 2177/03 Neucimara Fraga ohledně spuštění asistenčního programu pro homosexuální občany toužící po změně své sexuální orientace na heterosexuální.
Státní představitel Edino Fonseca za Sbor Boží, vládní ministr, navrhl zákon platný pro Rio de Janeiro o zavedení sociální pomoci na podporu mužů a žen usilujících o vysvobození z homosexuality. Rovněž usiloval o poskytnutí státní ochrany evangelikálních skupin nabízejících pomoc takovým lidem před diskriminací a harašmentem. I tento zákon se setkal s bouří nevole pro své závěrečné prohlášení: „Zákaz šíření informací ohledně možnosti podpory a potenciální léčby homosexuálů je sám sebou předsudkem.“

## Brazilská gay kultura

### Festivaly hrdosti

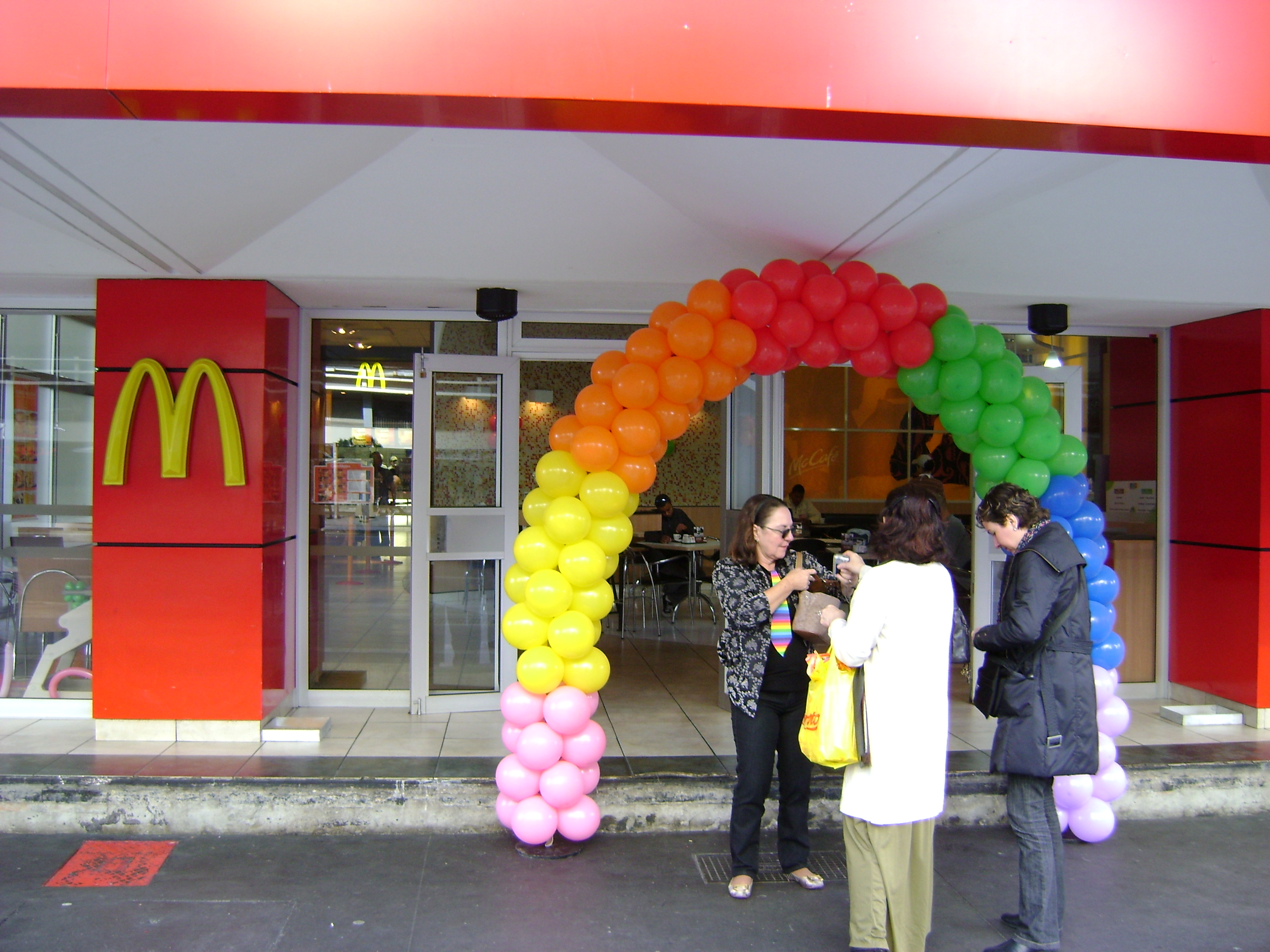
Brazilský Mc Donald's během festivalu hrdosti

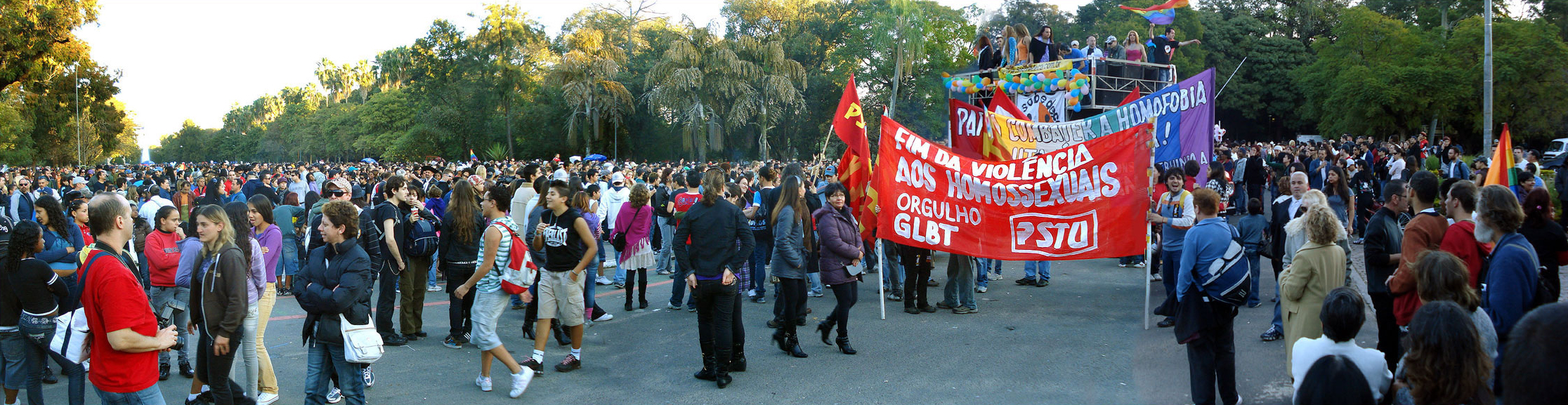
LGBT pride v Porto Alegre

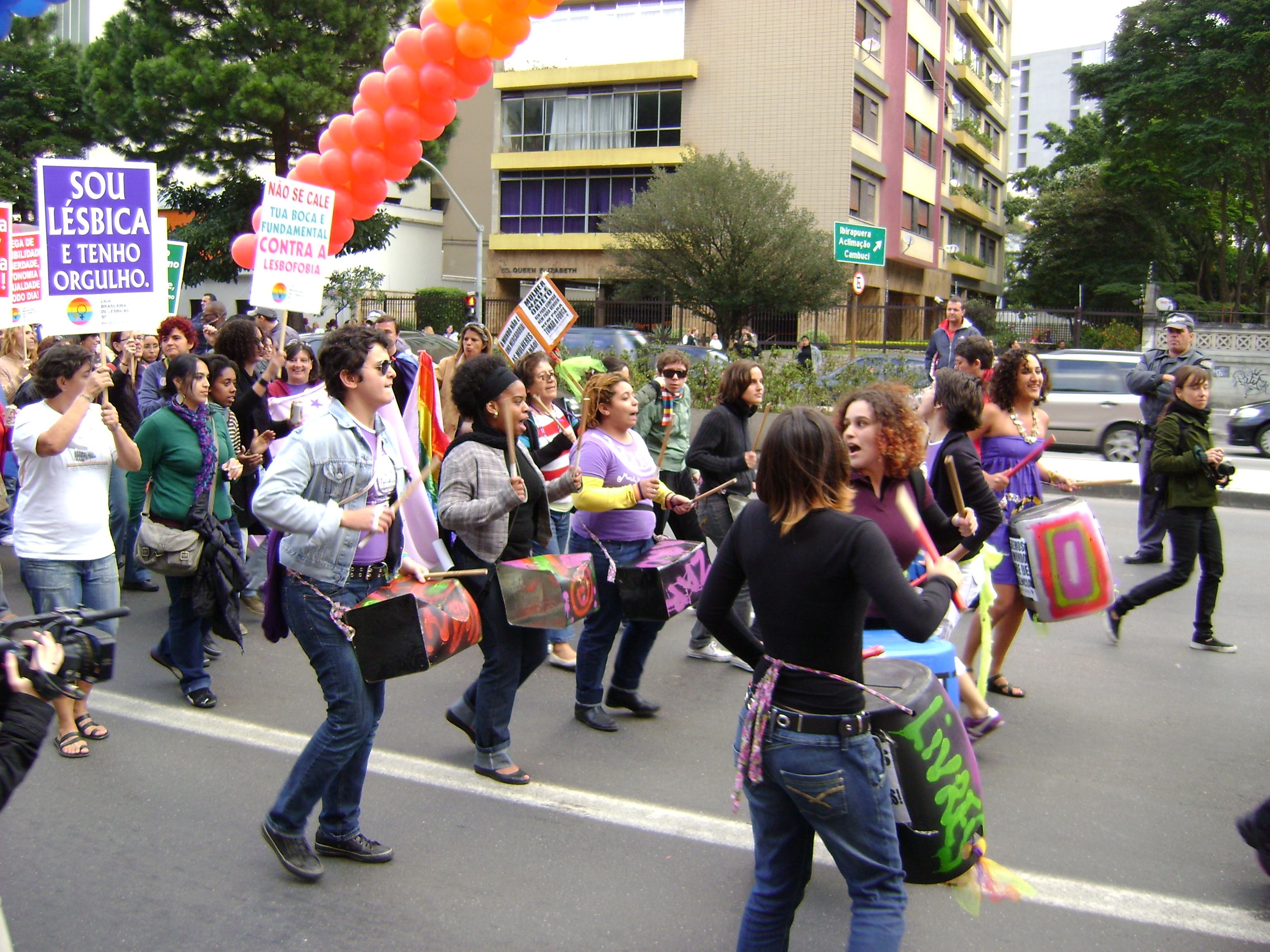
Lesbický pochod

Festival São Paulo Gay Pride Parade je považován za jednu z největších LGBT událostí na světě. Spekuluje se dokonce i o tom, že zaujímá ihned první místo v žebříčku. Dostává se mu mimo jiné i záštity ze strany zastupitelstva města São Paulo a koná se obvykle v červnu, kdy začíná v Brazílii zima a teploty dosahují nízkých hodnot, ale s minimem srážek. Parada do Orgulho GLBT de São Paulo (São Paulo LGBT Pride Parada, hrdost gayů, leseb, bisexuálů a trans lidí) se poprvé konal v r. 1999 s cílem zviditelnění různých sexuálních menšin a rozvíření veřejné diskuse o právech homosexuálů, bisexuálů, transvestitů a transsexuálů.
Hlavní strategií je zabírat veřejná místa tak, jak je to jenom možné, za účelem efektivní výměny zkušeností, rozšiřování povědomí o homosexuálech a zvyšování společenské akceptace odlišností. Rok co rok přináší výchova a vzdělávání k multikulturalismu a diverzitě pozitivní výsledky. Během festivalů se homosexuálové sdružují do dalších a dalších spolků za účelem zlepšování úrovně jejich práv.
Měsíc LGBT hrdosti v Sãu Paulu byl sestaven ze zkušeností organizace festivalů a dalších aktivit jako jsou panelové diskuse, LGBT kulturní veletrh, udělování ceny Respektu diverzity a úspěšný Gay den, které se odehrávají v sobotu těsně před městským průvodem. Kulturní veletrh je součástí festivalů LGBT hrdosti od r. 2001. APOGLBT jsou každoročně uznávány jako politické a kulturní iniciativy hájící občanská práva gayů, leseb, bisexuálů, transvestitů a transsexuálů od r. 2001.
Kromě Sãa Paula se LGBT festivaly konají i v několika dalších brazilských metropolích, zpravidla hlavních měst brazilských států jako je například Rio de Janeiro s 1,5 milionem obyvatel  a Salvador s 800 tisíci obyvatel. Níže je uveden seznam hlavních festivalů z r. 2006. Data se každý rok mění, tudíž ta uvedená níže pocházejí pouze ze zmíněného roku 2006.
- 5. červen - pochod GLBT hrdosti v hlavním městě Brazil;
- 5. červen - pochod svobody v Porto Alegre;
- 10. červen - pochod za právo na sexuální sebeurčení v Juazeiro de Norte;
- 11. červen - pochod hrdosti ve Florianópoli;
- 12. červen - pochod hrdosti GLBT v Goiânie;
- 12. červen - pochod ve Victórii;
- 19. červen - pochod hrdosti GLBT v Porto Alegre;
- 19. červen - pochod v Niterói;
- 24. červen - pochod diverzity v Cuiabě;
- 26. červen - pochod v Belému;
- 26. červen - pochod hrdosti v Campinas;
- 26. červen - pochod hrodsti v Palmas;
- 26. červen - pochod sexuální diverzity ve Fortaleze;
- 26. červen - pochod hrdosti v Riu de Janeiru;
- 1. červenec - pochod diverzity v Teresině;
- 3. červenec - pochod hrdosti GLBT v Uberlândii;
- 9. červenec - pochod lesbické hrdosti v Belu Horizonte;
- 9. červenec - gay pride v Manaus;
- 10. červenec - pochod hrdosti GLBT v Joãu Pessoa;
- 10. červenec - pochod v Sãu Luís;
- 10. červenec - pochod hrdosti GLBT v Belu Horizonte;
- 10. červenec - ulice hrdosti v Pelotas;
- 15. červenec - gay paráda v Campu Grande;
- 17. červenec - gay paráda v Natal;
- 24. červenec - pochod hrdosti GLBT v Maceió;
- 7. srpen - pochod v Macapá;
- 28. srpen - pochod hrdosti GLBT v Aracaju;
- 2. září - pochod diverzity v Recife;
- 4. září - pochod gay pride v Salvadoru;
- 11. září - pochod diverzity v Boa Vistě;
- 11. září - pochod Cabo Frio;
- 26. září - pochod Curitiba;
- 8. listopad - setkání GLBT v Brazile.

## Souhrnný přehled
| Legální stejnopohlavní styk                                                             | (od r. 1830)                          |
| Stejný věk legální způsobilosti k pohlavnímu styku pro obě orientace                    | (14)                                  |
| Antidiskriminační zákony v zaměstnání                                                   | (2019)                                |
| Antidiskriminační zákony v přístupu ke zboží a službám                                  | (2019)                                |
| Antidisikriminační zákony v ostatních oblastech (homofobní urážky, zločiny z nenávisti) | (2019)                                |
| Stejnopohlavní manželství                                                               | (2013)                                |
| Jiná forma stejnopohlavního soužití                                                     | (od r. 2004, federálně od r. 2011)    |
| Adopce dítěte partnera                                                                  | (od r. 2006, federálně od r. 2010)    |
| Společná adopce dětí stejnopohlavními páry                                              | (od r. 2005, federálně od r. 2010)    |
| Gayové a lesby smějí otevřeně sloužit v armádě                                          | (od r. 1969)                          |
| Náhradní mateřství                                                                      | (nepřístupné i heterosexuálním párům) |
| Přístup k umělému oplodnění pro lesbické ženy                                           | (od r. 2011)                          |
| Možnost změny pohlaví                                                                   | (od r. 2009)                          |
| MSM smějí darovat krev                                                                  | (2020)                                |

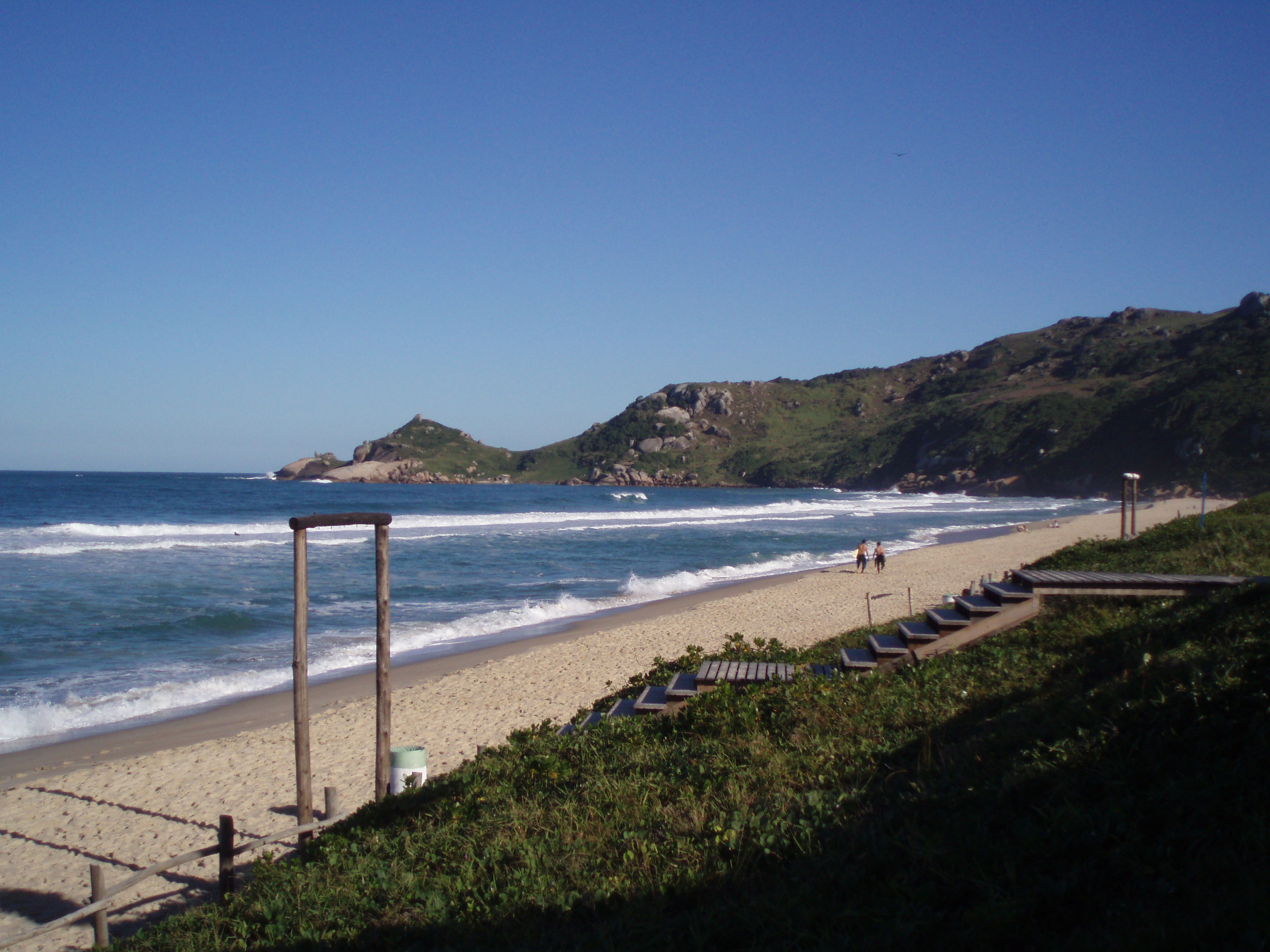
Pohled na Mole Beach, LGBT pláž ve městě Floriánopolis

1Brazilská ústava zakazuje veškerou diskriminaci na vládní úrovni. Jiná sexuální orientace tedy není přímo zmíněná.